# Steuerakademie Niedersachsen
Die Steuerakademie Niedersachsen (kurz: StAkad) ist eine nicht rechtsfähige Anstalt des öffentlichen Rechts des Landes Niedersachsen zur Aus- und Fortbildung von Steuerbeamten für die Niedersächsische Finanzverwaltung.

## Die Akademie
Die Steuerakademie wurde im Jahre 2006 gegründet und entstand aus der Zusammenlegung der Fakultät Steuerverwaltung der Niedersächsischen Fachhochschule für Verwaltung und Rechtspflege, der Landesfinanzschule Niedersachsen und der Fortbildung der Oberfinanzdirektion Hannover.
Sie ist in drei Fachbereiche unterteilt:
- Fachstudien für den gehobenen Dienst (duales Studium zum/zur Diplom-Finanzwirt/-in)
- fachtheoretische Ausbildung des mittleren Dienstes (Ausbildung zum/zur Finanzwirt/-in)
- Fortbildung (Fortbildungen am Standort Bad Eilsen sowie Präsenz-Fortbildungen in den niedersächsischen Finanzämtern und Online-Fortbildungen durch hauptamtlich Fortbildende)

Organisatorisch sind diese drei Fachbereiche unter dem Dach des Zentralbereichs zusammengefasst, jedoch an den zwei Standorten Bad Eilsen und Rinteln.
Gesetzliche Grundlage für die Steuerakademie ist das Gesetz über die Steuerakademie Niedersachsen (SteuerakadG, NI).

## Standorte
Sitz der Steuerakademie Niedersachsen ist Bad Eilsen.

### Bad Eilsen
Am Standort Bad Eilsen befinden sich die Fachbereiche Fachtheoretische Ausbildung des mittleren Dienstes und Fortbildung. Ferner sind dort ein Teil des Zentralbereichs angesiedelt sowie ein Internat zur Unterbringung der Anwärter und der Seminarteilnehmer. Eine Mensa ist ebenfalls angegliedert und eine Cafeteria versorgt die Gäste.

### Rinteln
Am Standort Rinteln befindet sich der Fachbereich Fachstudien für den gehobenen Dienst.
Soweit es die Aufgaben an diesem Standort erfordern, ist ein Teil des Zentralbereichs hier angesiedelt. Die Studierenden sind jedoch in Privatwohnungen untergebracht und versorgen sich grundsätzlich selbst.